# Evaporador

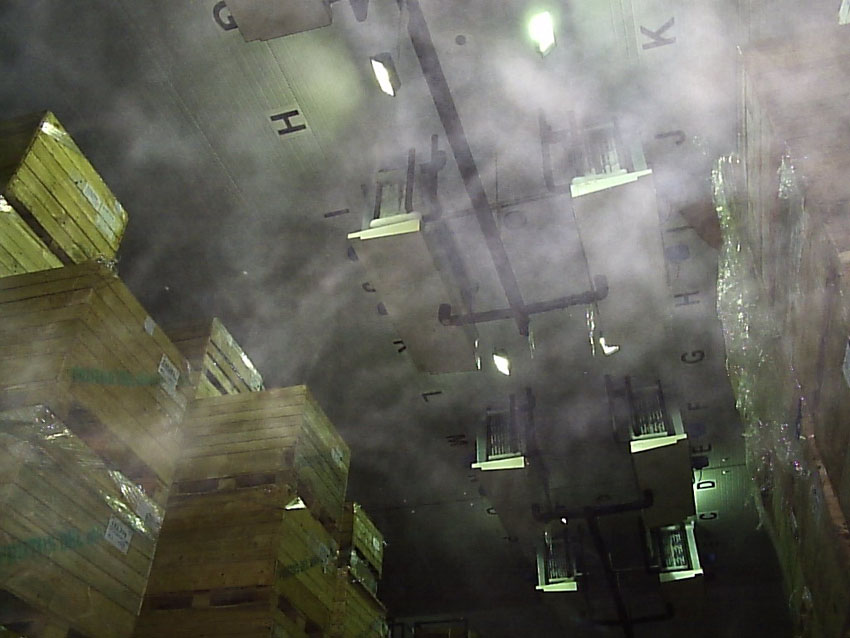
Evaporadores inundados para amoníaco en cámara frigorífica para frutas

Se conoce por evaporador al intercambiador de calor donde se produce la transferencia de energía térmica desde un medio a ser enfriado hacia el fluido refrigerante que circula en el interior del dispositivo. Su nombre proviene del cambio de estado sufrido por el refrigerante al recibir esta energía, luego de una brusca expansión que reduce su temperatura. Durante el proceso de evaporación, el fluido pasa del estado líquido al gaseoso.
Los evaporadores se encuentran en todos los sistemas de refrigeración como neveras, equipos de aire acondicionado y cámaras frigoríficas. Su diseño, tamaño y capacidad depende de la aplicación y carga térmica de cada uso.

## Principio
En los sistemas frigoríficos el evaporador opera como intercambiador de calor, por cuyo interior fluye el refrigerante el cual cambia su estado de líquido a vapor. Este cambio de estado permite absorber el calor sensible contenido alrededor del evaporador y de esta manera el gas, al abandonar el evaporador lo hace con una energía interna notablemente superior debido al aumento de su entalpía, cumpliéndose así el fenómeno de refrigeración.
El flujo de refrigerante en estado líquido es controlado por un dispositivo o válvula de expansión la cual genera una abrupta caída de presión en la entrada del evaporador. En los sistemas de expansión directa, esta válvula despide una fina mezcla de líquido y vapor a baja presión y temperatura. Debido a las propiedades termodinámicas de los gases refrigerantes, este descenso de presión está asociado a un cambio de estado y, lo que es más importante aún, al descenso en la temperatura del mismo.
De esta manera, el evaporador absorbe el calor sensible del medio a refrigerar transformándolo en calor latente el cual queda incorporado al refrigerante en estado de vapor. Este calor latente será disipado en otro intercambiador de calor del sistema de refrigeración por compresión conocido como condensador dentro del cual se genera el cambio de estado inverso, es decir, de vaporización a líquido.

## Tipos de evaporador

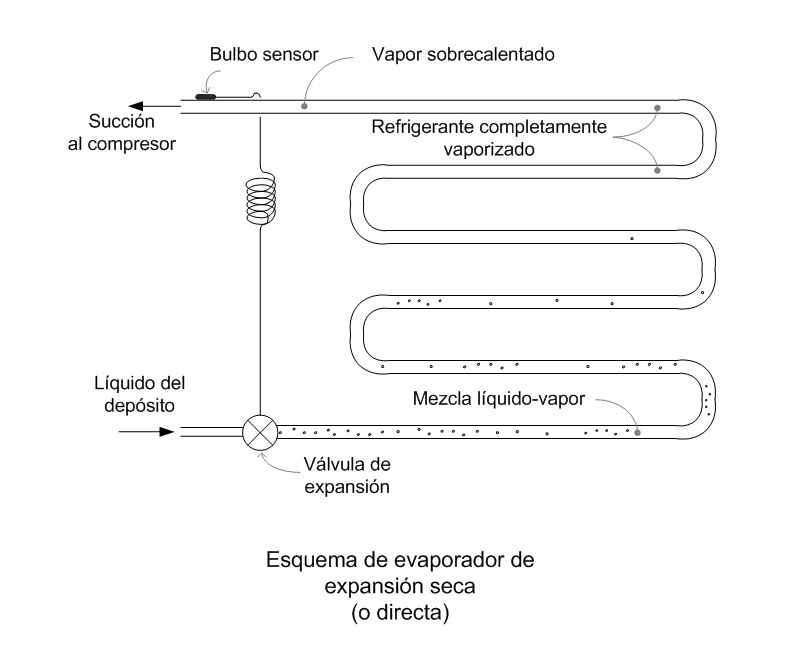
Esquema de evaporador de expansión seca.

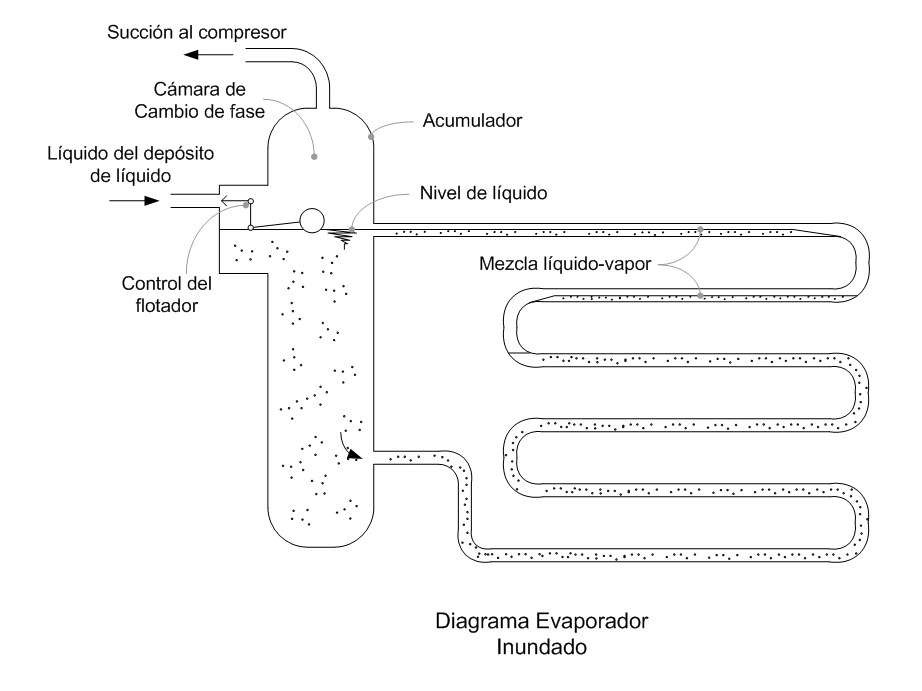
Esquema de evaporador inundado.

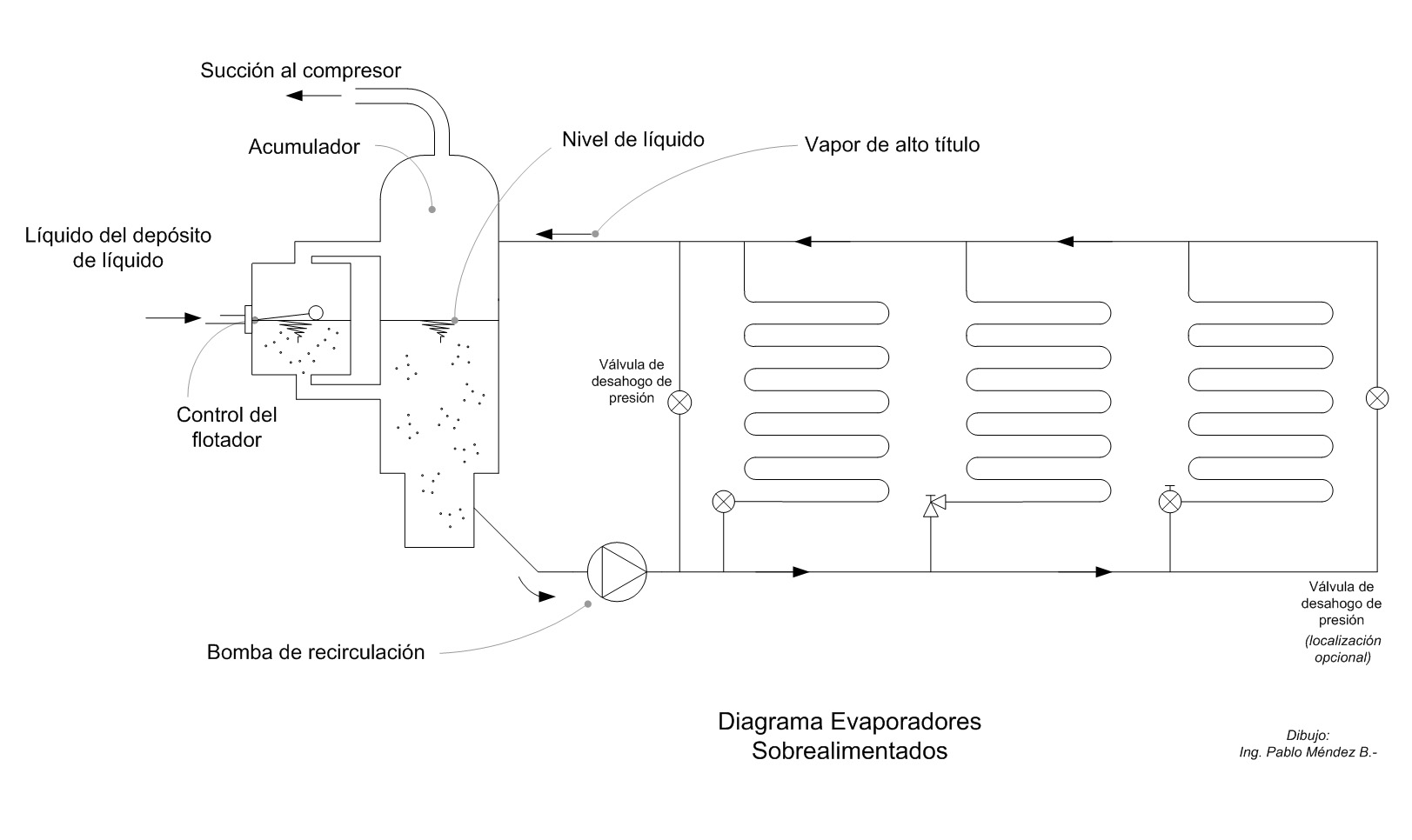
Esquema de evaporadores sobrealimentados.

Debido a que un evaporador es cualquier superficie de transferencia de calor en la cual se vaporiza un líquido volátil para eliminar calor de un espacio o producto refrigerado, los evaporadores se fabrican en una gran variedad de tipos, tamaños y diseños y se pueden clasificar de diferentes maneras.

### Según alimentación de refrigerante

#### De altura
En los evaporadores de expansión directa, la evaporación del refrigerante se lleva a cabo a través de su recorrido por el evaporador, encontrándose este en estado de mezcla en un punto intermedio de este. De esta manera, el fluido que abandona el evaporador es puramente vapor sobrecalentado. Estos evaporadores son los más comunes y son ampliamente utilizados en sistemas de aire acondicionado. No obstante, son muy utilizados en la refrigeración de media y baja temperatura, no son los más apropiados para instalaciones de gran volumen.

#### Inundados
Los evaporadores inundados trabajan con refrigerante líquido con lo cual se llenan por completo a fin de tener humedecida toda la superficie interior del intercambiador y, en consecuencia, la mayor razón posible de transferencia de calor. El evaporador inundado está equipado con un acumulador o colector de vapor el que sirve, a la vez, como receptor de líquido, desde el cual el refrigerante líquido es circulado por gravedad a través de los circuitos del evaporador. Preferentemente son utilizados en aplicaciones industriales, con un número considerable de evaporadores, operando a baja temperatura y utilizando amoníaco (R717) como refrigerante.

#### Sobrealimentados
Un evaporador sobrealimentado es aquel en el cual la cantidad de refrigerante líquido en circulación a través del evaporador ocurre con considerable exceso y que además puede ser vaporizado. El exceso del líquido es separado del vapor en un receptor de baja presión o acumulador y es recirculado hacia el evaporador, mientras que el vapor es extraído por la succión del compresor. Los rangos de razón de circulación son desde un valor de 2 a 1 hasta valores altos de 6 o 7 a 1, se usan los rangos altos con amoníaco y los bajos con los refrigerantes 12, 22, y 502. Un rango de circulación de 3 a 1 indica que se tiene en circulación tres tantos de líquido circulando que pueden ser vaporizados, en cuyo caso la composición de refrigerante en el cubo de regreso al acumulador estará compuesta por peso,de dos partes de líquido y una parte de vapor.

### Según tipo de construcción

#### Tubo descubierto

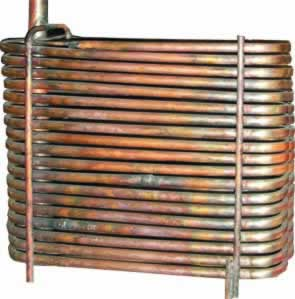
Evaporador de tubo descubierto de cobre para enfriamiento de agua.

Los evaporadores de tubo descubierto se construyen por lo general en tuberías de cobre o bien en tubería de acero. El tubo de acero se utiliza en grandes evaporadores y cuando el refrigerante a utilizar sea amoníaco (R717), mientras para pequeños evaporadores se utiliza cobre. Son ampliamente utilizados para el enfriamiento de líquidos o bien utilizando refrigerante secundario por su interior (salmuera, glicol), donde el fenómeno de evaporación de refrigerante no se lleva a cabo, sino más bien estos cumplen la labor de intercambiadores de calor.

#### De superficie de placa
Existen varios tipos de estos evaporadores. Uno de ellos consta de dos placas acanaladas y asimétricas las cuales son soldadas herméticamente una contra la otra de manera tal que el gas refrigerante pueda fluir por entre ellas; son ampliamente usados en refrigeradores y congeladores debido a su economía, fácil limpieza y modulación de fabricación. Otro tipo de evaporador corresponde a una tubería doblada en serpentín instalada entre dos placas metálicas soldadas por sus orillas. Ambos tipos de evaporadores, los que suelen ir recubiertos con pintura epóxica, tienen excelente respuesta en aplicaciones de refrigeración para mantención de productos congelados.

#### Evaporadores aleteados

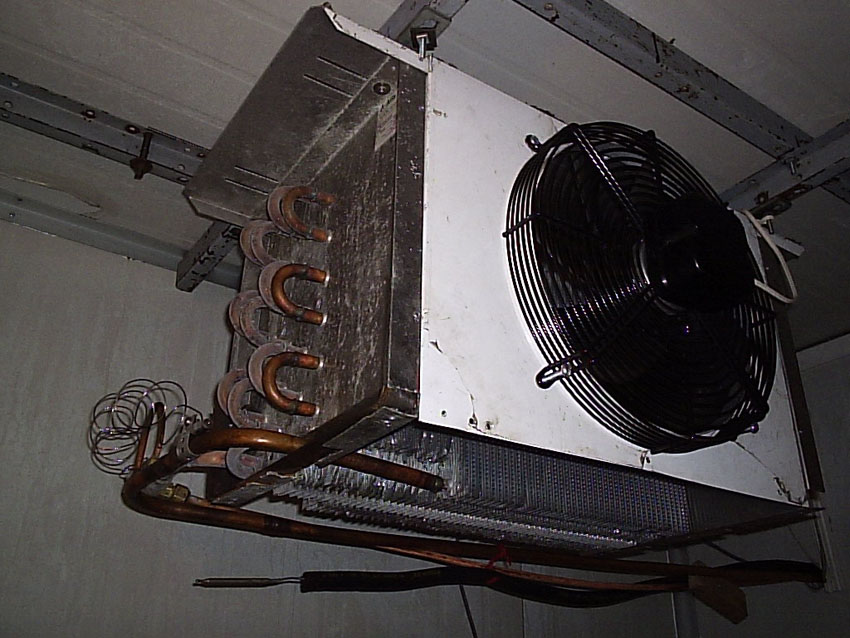
Evaporador de serpentín aleteado y convección forzada para baja temperatura, sin bandeja de condensados.

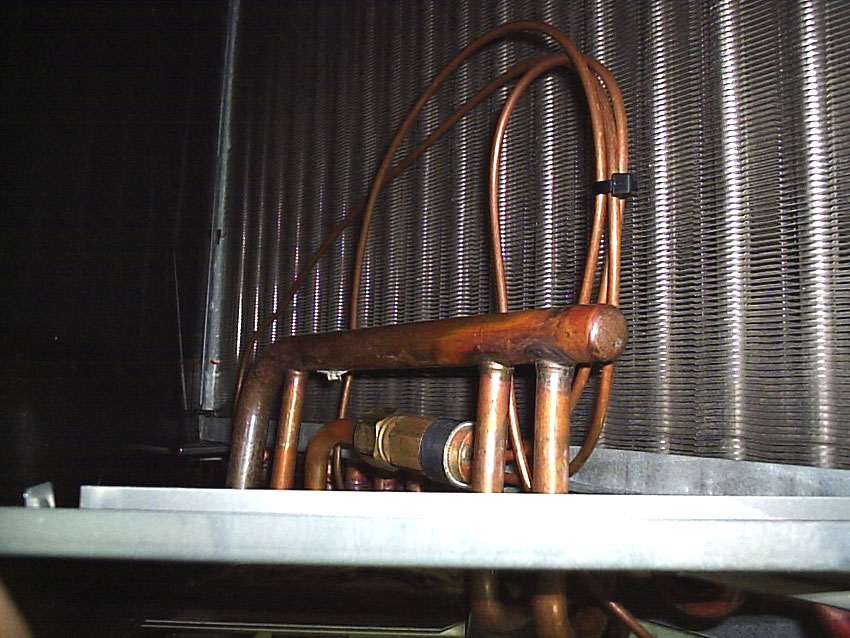
Evaporador de serpentín aleteado al interior de equipo de aire acondicionado tipo Split.

Los serpentines aleteados son serpentines de tubo descubierto sobre los cuales se colocan placas metálicas o aletas y son los más ampliamente utilizados en la refrigeración industrial como en los equipos de aire acondicionado. Las aletas sirven como superficie secundaria absorbedora de calor y tiene por efecto aumentar el área superficial externa del intercambiador de calor, mejorándose por tanto la eficiencia para enfriar aire u otros gases.
El tamaño y espaciamiento de las aletas depende del tipo de aplicación para el cual está diseñado el serpentín. Tubos pequeños requieren aletas pequeñas y viceversa. El espaciamiento de la aletas varía entre 1 hasta 14 aletas por pulgada, dependiendo principalmente de la temperatura de operación del serpentín. A menor temperatura, mayor espaciamiento entre aletas; esta distancia entre las aletas es de elemental relevancia frente la formación de escarcha debido a que esta puede obstruir parcial o totalmente la circulación de aire y disminuir el rendimiento del evaporador.
Respecto de los evaporadores aleteados para aire acondicionado, y debido a que evaporan a mayores temperaturas y no generan escarcha, estos pueden tener hasta 14 aletas por pulgada.
Ya que existe una relación entre superficie interior y superficie exterior para estos intercambiadores de calor, resulta del todo ineficiente aumentar el número de aletas por sobre ese valor (para aumentar superficie de intercambio optimizando el tamaño del evaporador), ya que se disminuye la eficiencia del evaporador dificultando la circulación del aire a través de este.
Esta circulación de aire se realiza de dos maneras: por convección forzada por ventiladores —bien sean centrífugos o axiales, mono o trifásicos, conforme la aplicación— y de manera natural por diferencia de densidades del aire, fenómeno conocido como «convección natural».

### Evaporadores para enfriamiento de líquido

#### Enfriador de doble tubo
Es un serpentín que enfría líquido que suministra gran rango de transferencia de calor entre el refrigerante y el líquido que va a ser enfriado. El camino del refrigerante puede ser a través de uno u otro de los tubos aunque usualmente la salmuera o líquido que va a ser enfriado se hace circular a través del tubo interior y el refrigerante que remueve el calor está entre los dos tubos. Este tipo de serpentìn para intercambio de calor se usa también en el diseño de condensadores.

#### EnfriadorBaudelot
Puede usarse para enfriar agua, u otros líquidos o para varios usos industriales, y es frecuentemente usado como enfriador de leche. El evaporador está compuesto por tuberías horizontales unidas en sus extremos laterales, y el líquido que va a enfriarse se hace circular sobre los serpentines de enfriamientos mediante el flujo de gravedad desde el arreglo colocado encima de los serpentines. El líquido es recogido en una bandeja la cual puede ser recirculado por el enfriador baudelot o bombeado a su destino en el proceso industrial.

#### Enfriador tipo tanque
El enfriador tipo tanque consiste en un serpentín de fluido frigorígeno de tubo desnudo, instalado dentro de un gran tanque que contiene el líquido a enfriar.
El serpentín está separado por un medio deflector de la masa principal del líquido, circulando este a través del serpentín movido por un agitador motorizado.
Este enfriador se utiliza en aquellos casos en que la sanidad no sea un factor importante, en las aplicaciones de grandes y frecuentes fluctuaciones de la carga, dada su gran inercia, y en las aplicaciones en que el líquido entra en el enfriador a temperaturas relativamente altas. Se emplea mucho para enfriamiento de agua, salmuera y otros líquidos refrigerantes secundarios.

#### Enfriador con serpentín en casco
Este tipo consiste en un enfriador de tubos lisos instalado en el centro o al lado del tanque de acero, sumergido en el líquido a enfriar, el serpentín está separado del cuerpo principal del líquido por un deflector. Dentro de este tipo de evaporadores se pueden encontrar los utilizados como acumuladores de hielo.

#### Enfriador acorazado
Estos enfriadores pueden ser de expansión seca o inundados. Consta de un tanque de acero con una determinada cantidad de líquido por donde circula el refrigerante, y por fuera el líquido. Si es de expansión seca, contrariamente a si es inundado, el líquido a enfriar circula por dichos tubos.